# 耶律宝信奴
耶律宝信奴（1035年—？），为辽朝宗室，辽兴宗子，生母不详。出生年份，在已知的辽兴宗的儿子中排第二位。
重熙四年（1035年）六月出生，后来没有记载，很可能早夭。皇子表也没有计入。序齿第二子的耶律和鲁斡是他弟弟，重熙十年（1041年）出生。

## 資料
- 《辽史》兴宗本纪